# Герб Красногорська
Міський округ Красногорськ Московської області Росії має власну символіку: герб та прапор

## Історія
Герб Красногорська затверджено рішенням Красногорської ради народних депутатів від 23 січня 2008 року. 

## Геральдичний опис герба
В скошеному праворуч блакиттю і сріблом полі над червленими, виникаючими знизу горами (одна з них вища) призма змінних кольорів; поверх усього ниткоподібний, однократно зламаний вниз пояс в сріблі лазуровий, в блакиті - срібний. У лівій вільній частині гербової щит Московської області. 
Червоне Трьохгір’я відображає в гербі і прапорі найменування новоутвореного міського поселення Красногорськ Московської області, і, крім того - показує геральдичну спадкоємність Красногорському муніципальному району. Природну символіку герба підкреслює блакитну частина герба. Красногорськ - один з найбільш екологічно чистих міст.